# Carlo Vittorio Amedeo delle Lanze
Pour les articles homonymes, voir Amedeo et Lanze.
Carlo Vittorio Amedeo Delle Lanze, né le 1er septembre 1712 à Turin et mort le 23 janvier 1784 dans l'abbaye de Fruttuaria, est un cardinal italien du XVIIIe siècle. 

## Biographie
Carlo Vittorio Amedeo Delle Lanze est membre de l'ordre des chanoines réguliers de Sainte-Geneviève. Delle Lanze est abbé de S. Giusto di Susa et de Lucedio et aumônier du roi Charles-Emmanuel III de Sardaigne. 
Le pape Benoît XIV le crée cardinal-diacre lors du consistoire du 10 avril 1747. Le 11 août 1747, il est nommé archevêque titulaire de Nicosie et est consacré le 24 septembre 1747 par Benoît XIV avec comme co-consécrateurs Antonio Saverio Gentili et Giovanni Antonio Guadagni. Delle Lanze devient abbé de l'abbaye de Fruttuaria. Il participe au conclave de 1758 lors duquel Clément XIII est élu, au conclave de 1769, lors duquel Clément XIV est élu et au conclave de 1774-1775 qui élut Pie VI. À partir de 1775 il est préfet de la Congrégation du Concile.

## Succession apostolique
Carlo Vittorio Amedeo delle Lanze a ordonné les évêques suivants :
- Évêque Giacomo Cingari (1747)
- Évêque Scipione de' Lorenzi (1747)
- Archevêque Giulio Cesare Gandolfi (1748)
- Archevêque Claude Humbert de Rolland de Bery (1750)
- Cardinal Carlo Giuseppe Filippa della Martiniana (1757)
- Archevêque Giulio Cesare Viancini (it) (1763)
- Évêque Giacinto Amedeo Vagnone (1769)
- Cardinal Vittorio Maria Baldassare Gaetano Costa d'Arignano (1769)
- Évêque Giuseppe Ottavio Hercule Pochettini di Serravalle (1769)
- Archevêque Gaspard-Augustin Laurent de Sainte-Agnès, O.F.M.Conv. (1772)
- Archevêque Antonio Romano Malingri (1772)
- Cardinal Vincenzo Ranuzzi (1775)
- Archevêque Vittorio Filippo Melano, O.P. (1778)